# Августодун
Августодун (лат. Augustodunum) — город, основанный в конце I веке до н. э., по приказу императора Октавиана Августа как новая столица Галлии. Позже получил название Отён.

## История
В 21 году н. э. стал центром восстания галлов под предводительством Юлия Сакровира.
В 270 году после семи месяцев осады был взят и разрушен узурпатором Викторином, а в следующем веке восстановлен императором Константином I Великим.
В 350 году узурпатор Магн Магненций поднял здесь восстание, после чего армия свергла императора Константа.
В первые века нашей эры город был известен своей риторической школой, привлекавшей учеников из разных концов Римской империи.

## Памятники
Несмотря на то, что на протяжении своей истории город неоднократно разрушался враждебными армиями, город под названием Отён существует до сих пор.
На территории города сохраняются античные памятники. Сохранилось две стены «храма Януса» (I век н. э.), название которому в XVI веке дал историк Пьер де Сен-Жюльен де Баллеур. В действительности же это был галльский храм. Сохранились также остатки крепостных стен длиной около шести километров с двумя воротами (III век).